# Yannick Janssen
Yannick Janssen (Venlo, 8 november 1990) is een Nederlands wielrenner die anno 2016 rijdt voor Bliz-Merida Pro Cycling.

## Carrière
In 2010 won Janssen in het shirt van Parkhotel Valkenburg het Duitse criterium Rund um die Kö. In 2014 vertrok de Venloër naar het Zweedse Bliz-Merida, namens wie hij in 2015 de Ronde van Helsinki, een Finse nationale wedstrijd, op zijn naam wist te schrijven.
In 2016 verkreeg Janssens ploeg, Bliz-Merida, voor het eerst een UCI-licentie. Zijn seizoensdebuut maakte hij in de GP Liberty Seguros, waar hij in de tweede etappe opgaf. Later dat jaar reed hij onder meer de Ronde van Estland en de Ronde van Oekraïne, waar hij met zijn ploeg zevende werd in de ploegenrijdrit.

## Ploegen
- 2016 –  Bliz-Merida Pro Cycling

Forsby · Hansen · Henttala · Janssen · Kanerva · Lundgren · Manninen · Moncorgé · Pölder · Svensson · M.Tefre Lunder · N.Tefre Lunder